# Trachypithecus popa
Trachypithecus popa — вид приматів родини мавпових (Cercopithecidae). Описаний у 2020 році.

## Назва
Видова назва походить від вулкану Поупа, на схилах якого знаходиться найбільша популяція виду (близько 100 особин).

## Поширення
Ендемік М'янми. Поширений між річками Іраваді і Салуїн у центральній зоні країни та у західних передгір'ях Кая-Карен. Вважається, що в природі живе не більше 250 представників цього виду у чотирьох локалітетах.

## Опис
Спина темно-коричнева або сіро-коричнева, живіт білий, руки і ноги чорні. Мавпа має характерні білі кільця навколо очей та мордочку. Важить близько 8 кілограмів.